# Rudolf Jožef Edling
Rudolf Jožef Edling (nemško Rudolf Joseph von Edling), goriški nadškof, * 1. avgust 1723, Gorica, † 8. december 1803, Lodi, Italija.

## Življenje in delo
Edling je v Rimu študiral teologijo in doktoriral iz filozofije ter bil 6. septembra 1746 posvečen v duhovnika, postal 16. februarja 1748 kanonik v Ogleju, 2. februarja 1752 stolni dekan v Gorici, po smrti 1. goriškega nadškofa K.M. Attemsa (umrl 8. februarja 1774) njegov naslednik. Ker brez dovoljenja iz Rima ni hotel razglasiti tolerančnega patenta, je prišel v spor z rimsko-nemškim cesarjem  Jožefom II. in se zato 7. avgusta 1784 odrekel  nadškofiji ter sprva živel v Rimu, a od 1787 na avstrijskem teritoriju v mestu Lodi.